# Harald Petersen (arkitekt)
 For alternative betydninger, se Harald Petersen. (Se også artikler, som begynder med Harald Petersen)
Haral Peter Petersen (31. oktober 1890 Kundby – 14. maj 1954) var en dansk arkitekt. 

## Uddannelse
Snedkersvend 1911, bygmesterskolen i Holbæk 1914-1917, elev af og medarbejder hos Ivar Bentsen samt medarbejder hos Thorkild Henningsen, Ole Falkentorp og Kaare Klint. Selvstændig virksomhed fra 1934. Medlem af Kooperative Arkitekter 1934-1946.

## Udstillinger
Charlottenborg 1937, 1941, 1946, Nord. Byggedag i Stockholm 1927, i København 1946, Paris 1947, Haag 1948.

## Stilling
Lærer ved Bygmesterskolen i Holbæk 1918-1921.

## Bygninger
- Klampenborghus ved Dyrehavevej (1935, sammen med Ivar Bentsen)
- Enighedslund i Aalborg (1937-1938, sammen med Ivar Bentsen)
- Kantorparken, Blokkene 1, 2, 5, 6 og rækkehusene 8, 9, 10, 11, 12 (1939-40, sammen med Edvard Heiberg)
- Bispeparken ved Grundtvigskirken, Blokkene 3 og 5 (1940-1941, sammen med Ole Buhl og Edvard Heiberg)
- Munkevangen, Blokkene 1, 2 og 3 (1943 -1944, sammen med Karl Larsen)
- Rebslagerhus, Rebslagervej (1943-44)
- Rækkehusene Rymarksvej 16-78 (1945-1946, sammen med Ole Buhl)
- Ombygning af Hotel Phønix, hjørnet af Bredgade og Dronningens Tværgade, til blad- og forretningsbygning for Land og Folk (1946, sammen med Ole Buhl)
- Hotel Codan ved Sankt Annæ Plads (sammen med Ole Buhl og Ole Falkentorp)
- Arbejdernes Andelsboligforening i Glostrup (sammen med Ole Buhl)
- Søfolkenes Hotel, Amaliegade 5 (sammen med Ole Buhl og Mogens Iversen).